# MSI Claw A1M
MSI Claw A1M （エムエスアイ・クロー エーワンエム）は、Micro-Star International (MSI) が開発し、2024年3月に発売された携帯型ゲーミングPC。
後継機種であるClaw 7 AI+ A2VM、Claw 8 AI+ A2VMも記述する。

## 概要
7インチ120Hz LCD IPSディスプレイを搭載し、CPUには、Meteor LakeベースのIntel Core Ultra 5 135HまたはUltra 7 155Hを搭載する。Xe GPUコアは8基、CPUコアは12基（135Hはパフォーマンス4基、効率8基）または14基（155Hはパフォーマンス6基、効率8基）。その他プレビュー情報に基づくと、53Whのリチウムイオンバッテリーと16GBのRAMが搭載されている。

Clawには、Wi-Fi、スピーカー2基、Thunderbolt 4対応USB Type-C、HDMI出力、オーディオジャックが搭載されている。Windows 11 HomeとMSI Android App Playerが動作する。重量は675グラムで、外装は黒色である。

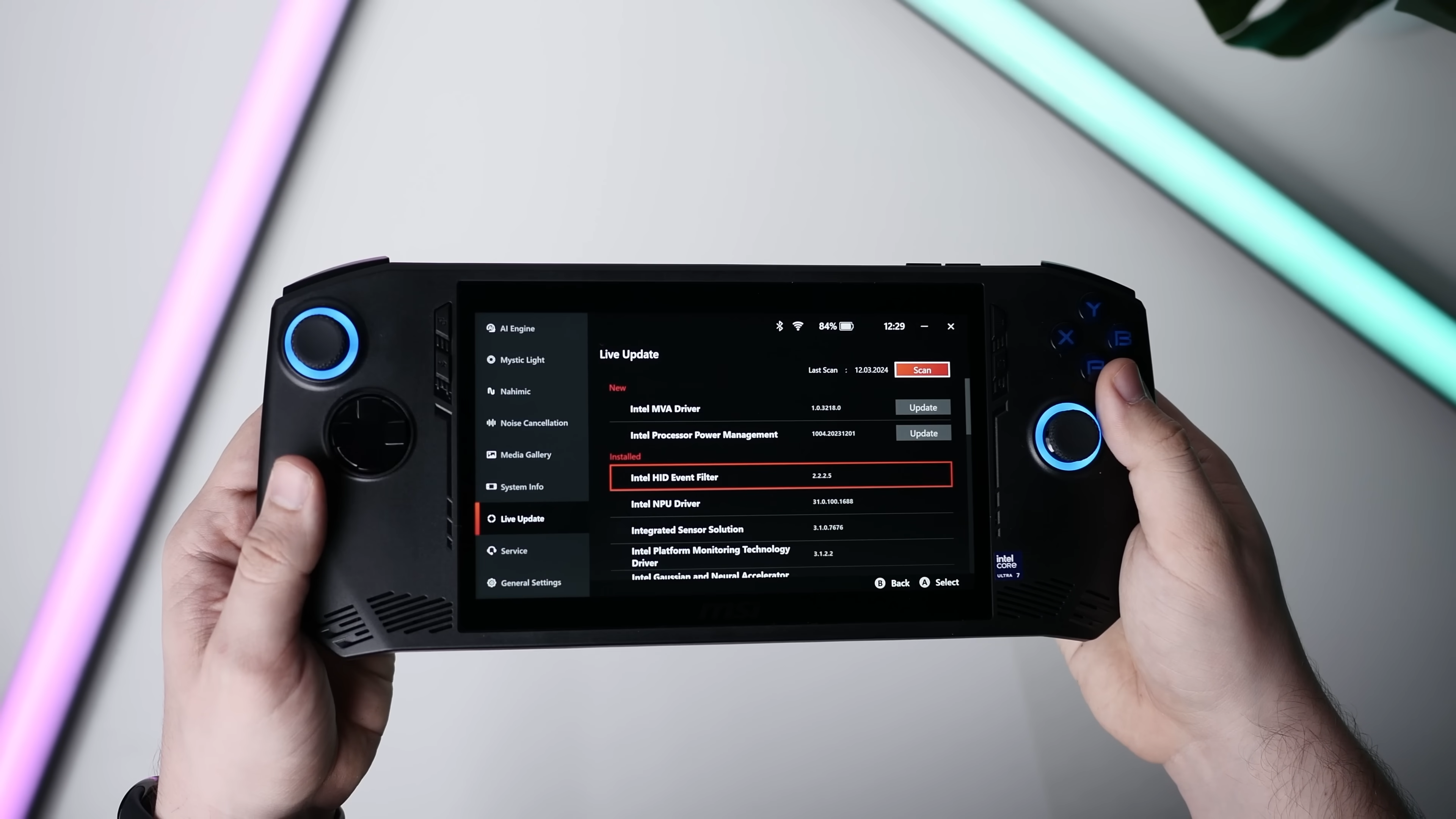
Center Mでの設定画面
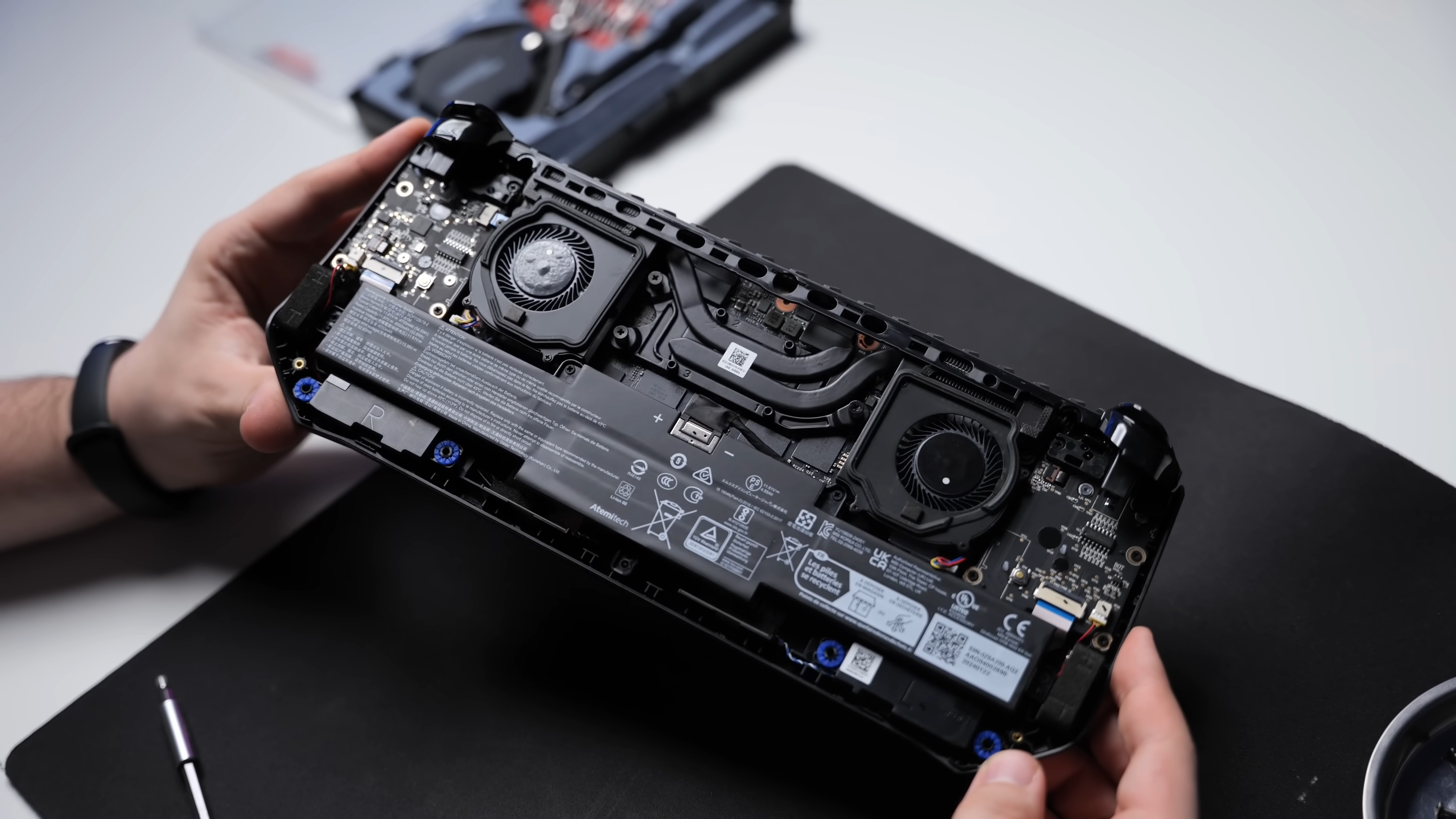
MSI Claw A1Mの内部
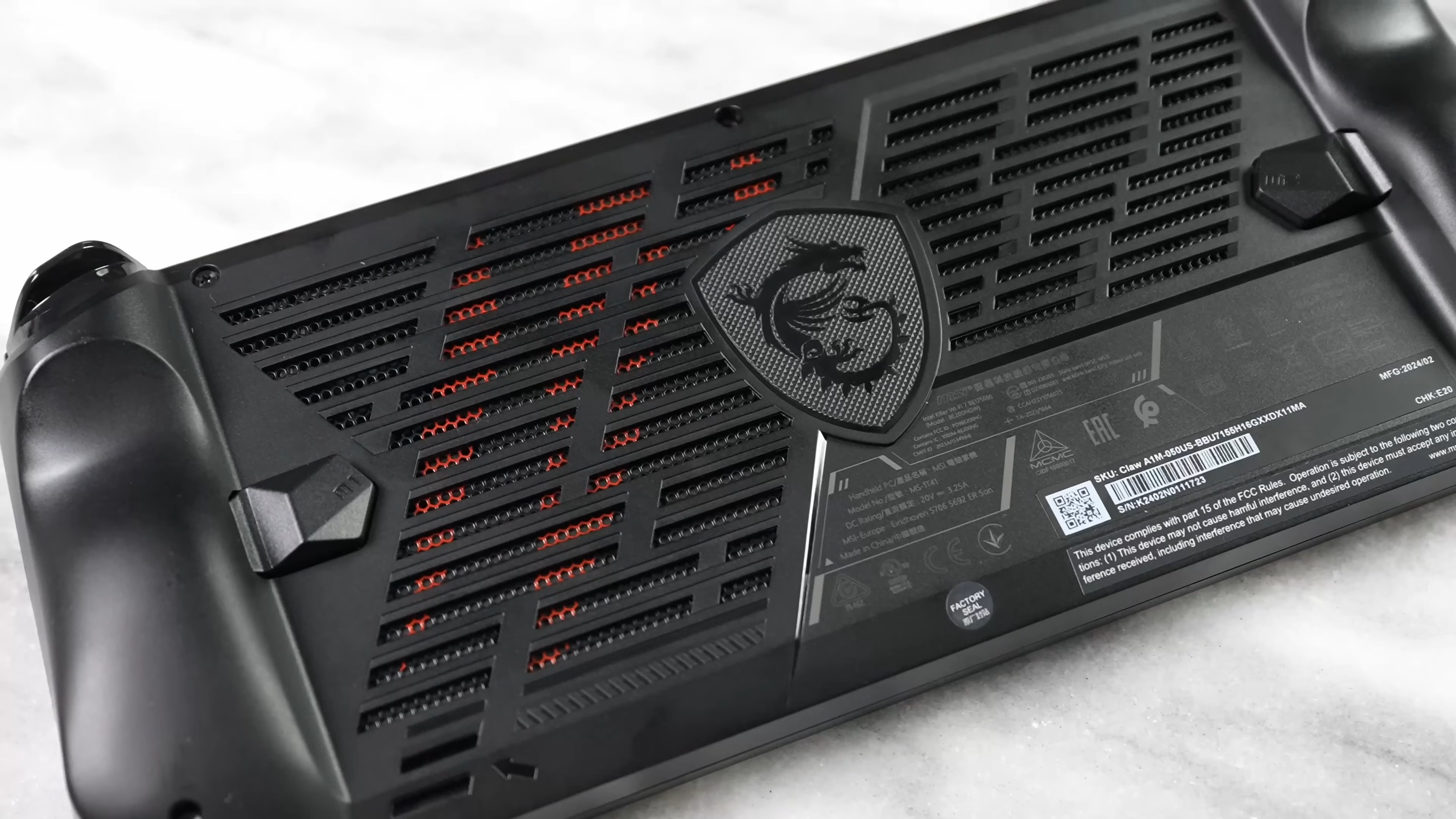
MSI Claw A1Mの背面
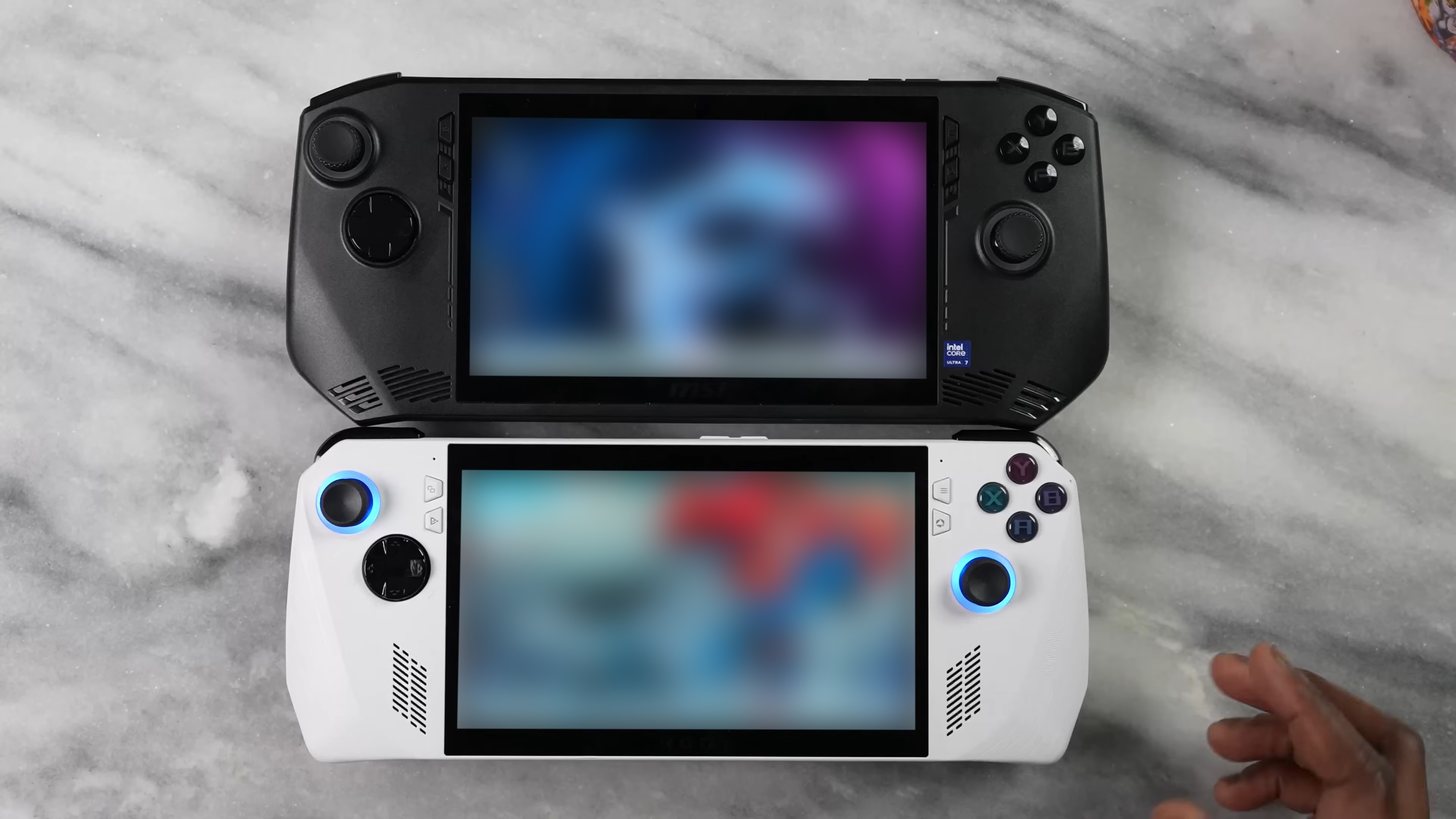
ROG Allyとのサイズ比較

### 評価
このデバイスは、競合するハンドヘルドPCに比べて消費電力が高く、性能が低いとレビュー担当者から批判された。
Wired誌は、ハードウェアが時代遅れで、競合製品に比べてバッテリー寿命が短いと評した。

## Claw 7 AI+ A2VM
Claw7 AI+ A2VMは、Claw A1Mのマイナーチェンジモデル（第二世代）である。日本では2025年2月20日から順次発売された。
ゲーム・パワフル・ポータブルを合言葉に、2024年に発売された「Claw A1M」に様々な改良を加えられている。CPUにはintel Core Ultra 258Vを搭載。CPU・メモリ容量・内蔵GPUの性能強化に加え携帯ゲーミングPCとしての性能が向上した。
Core Ultra 7 258Vを採用しているため、Copilot+ PCに準拠する。

## Claw 8 AI+ A2VM
Claw 8 AI+ A2VMは、Claw 7 AI+ A2VMの上位モデルとして発表された。日本では2025年2月13日から順次発売された。
CPUにはintel Core Ultra 258Vを搭載。CPU・GPU・NPUの性能強化に加え、従来のClaw 7に加えて、より大型な8型にすることで没入感を向上させた。公称サイズは299 × 126 × 24 mmで本体重量は約795gである。
ディスプレイは、解像度には1,920×1,200(WUXGA)、48～120Hzの可変リフレッシュレートに対応する。パネルには「PN8007QB1-2」というモデルが採用し、「ネイティブランドスケープ」表示であるのが特徴である。ソフトウェアによる画像回転を掛けていないため、排他的フルスクリーンしか利用できないやや古いゲームやレトロゲームでも問題なく動作する。

### 評価
米Gizmodoは、高負荷のゲームで堅実なパフォーマンスが実現でき、高品質の画面と驚くほど大きな音量、80Whのバッテリー容量により、長時間のゲームプレイが可能であることを評価した。その一方、付属ランチャーであるCenter Mソフトウェアが不安定であり、手が小さい人には、操作性に難があること。他社製品と比べて重く持ち運びが不安であると批評した。
the比較は、内蔵GPUの性能は非常に高く、負荷が重めなゲームタイトルも画質設定や解像度を落とすことで、多くのPCゲームタイトルがプレイできること。TDPを30Wに設定することで、バッテリー駆動時でも性能がそこまで下がらず、長時間稼働できるため魅力的な製品であると評価した。

## 概要スペック表
| 各項目         | Claw A1M                                            | Claw 7 AI+ A2VM                              | Claw 8 AI+ A2VM                                   |
| -------------- | --------------------------------------------------- | -------------------------------------------- | ------------------------------------------------- |
| SoC            | - Core Ultra 5 135H - Core Ultra 7 155H             | Core Ultra 258V                              | Core Ultra 258V                                   |
| メモリ         | 16GB （LPDDR5-6400）                                | 32GB （LPDDR5X）                             | 32GB （LPDDR5X）                                  |
| ストレージ     | 512GB                                               | 512GB                                        | 1TB                                               |
| スクリーン     | 7インチ FHD IPS液晶 マルチタッチパネル 500nit 120Hz | 7インチ FHD IPS液晶 マルチタッチパネル 120Hz | 8インチ WUXGA グレア液晶 マルチタッチパネル 120Hz |
| バッテリー容量 | 49.2Wh                                              | 54.5Whr                                      | 80Whr                                             |

## 備考